# Яновський Георгій Вікторович
Гео́ргій Ві́кторович Яно́вський (28 листопада 1924, Київ — 19 серпня 2006) — український лікар-кардіолог, терапевт. Доктор медичних наук, професор.

## Біографія
Народився 28 листопада 1924 року у Києві.
В Інституті кардіології (Інститут клінічної медицини — до 1976 р.) Георгій Яновський почав працювати з 1947 р. Спочатку санітаром, медбратом, а після закінчення Київського медичного інституту в 1953 р. — лікарем. Працюючи в інституті він підготував і у 1960 р. захистив кандидатську дисертацію, а в 1967 р. — докторську.
У 1964 р. Г. В. Яновському присвоєно вчене звання старшого наукового співробітника, а в 1984 р. — вчене звання професора.
З 1979 Георгій Яновський очолив відділення функціональної діагностики (з 1985 — функціональної діагностики та серцевої недостатності) в Інституті кардіології ім. М. Д. Стражеска. Займав цю посаду до 1992 р. Після працював головним науковим співробітником відділення серцевої недостатності.

Могила Георгія Яновського

Помер на 83-му році життя 19 серпня 2006 року. Похований разом із дружиною у Києві на Байковому кладовищі (північна частина ділянки № 33, 50°25′3.74″ пн. ш. 30°30′10.09″ сх. д. / 50.4177056° пн. ш. 30.5028028° сх. д.).

### Родина
- Дід — один з корифеїв київської терапевтичної школи — академік Феофіл Яновський.
- Батько — правник-міжнародник, професора Київського інституту народного господарства Віктор Яновський. У 1937 батька було заарештовано. Більше про нього нічого не відомо.
- Дружина — лікар-кардіолог, реабілітолог, доктор медичних наук Ірина Следзевська.

## Наукова діяльність
Коло наукових інтересів Г. В. Яновського стосувалося, насамперед, вивчення патогенетичних механізмів та розробки нових підходів до діагностики ревматизму, ішемічної хвороби серця, артеріальної гіпертензії, кардіоміопатій, доклінічної стадії серцевої недостатності. Визнання, у тому числі і міжнародне, отримав актуальний донині цикл робіт Г. В. Яновського і його учнів, присвячений вивченню центральної та внутрішньосерцевої гемодинаміки, кисневого обміну у стані спокою та при фізичному навантаженні у хворих з ішемічною хворобою серця та гіпертонічною хворобою. Також світове визнання отримали дослідження Георгія Вікторовича та його співробітників у 1989—1991 рр. секреторної активності міокарда (натрійуретичного пептиду і компонентів ренін-ангіотензин-альдостеронової системи) при ішемічній хворобі серця та артеріальній гіпертензії.
Великий науковий внесок зроблено професором Г. В. Яновським та його учнями у впровадження у вітчизняну кардіологічну практику сучасних методів інструментальної діагностики — ехокардіографії, навантажувальних тестів, спіроергометрії, коронароангіографії. Результати цих наукових досліджень узагальнені у фундаментальній монографії «Клинико-инструментальная диагностика поражений сердца и венечных сосудов» (у співавторстві з М. К. Фуркало та І. К. Следзевською, 1990). Він є автором понад 300 наукових публікацій, у тому числі 4 монографій, численних методичних рекомендацій та патентів на винаходи. Під його керівництвом виконані 16 кандидатських та 3 докторські дисертації.

## Нагороди
- Премія імені М. Д. Стражеска НАН України за монографію «Клинико-инструментальная диагностика поражений сердца и венечных сосудов».
- Заслужений лікар України (1992).